# Vernhove

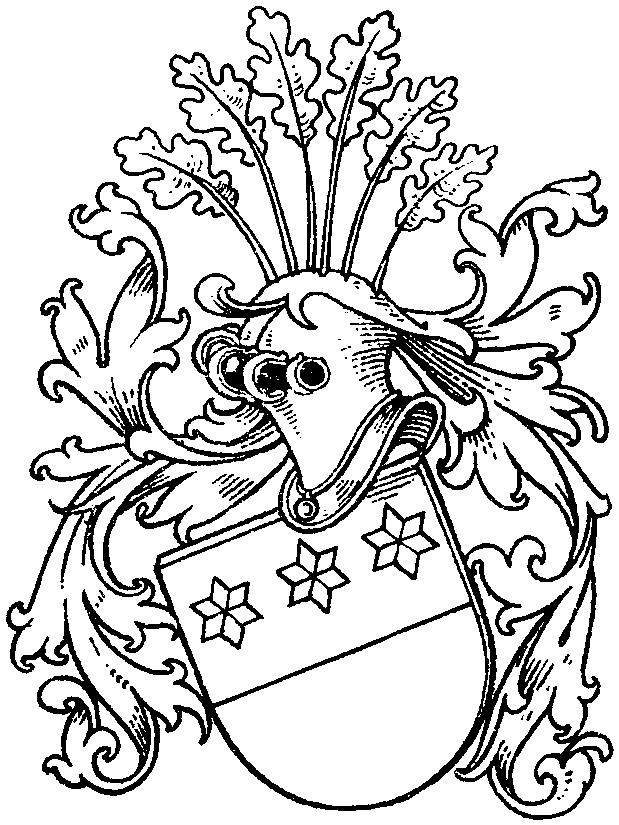
Wappen derer von Vernhove im Wappenbuch des Westfälischen Adels

Vernhove (auch: Verenhove, Werenhove, Fernhove, Fernheuer o. ä., lateinisch: de remota curia) ist der Name eines westfälischen Adelsgeschlechts.

## Geschichte
Das Geschlecht hatte seinen Stammsitz bei Freckenhorst. Dort waren die Vernhove Ministeriale des Stifts Freckenhorst. 1240 erscheint ein Bruno de Vernhove als Schulte (scultetus). Dessen Sohn Roland (urkundlich 1284–1300) war Richter in Freckenhorst, ebenso wie dessen Sohn Rudolf (nach 1300). Ein weiterer Sohn von Bruno, der nach seinem Vater ebenfalls Bruno benannt wurde, übernahm von seinem Vater die Schultenrolle. 1272, 1275, 1279 und 1292 erscheint er als Ritter Bruno von Verenhove, Ministeriale des Stifts Freckenhorst, in Urkunden der Freckenhorster Äbtissin Jutta. 1280 wird derselbe Ritter Bruno dictus de remota curia in einer Freckenhorster Urkunde als Zeuge genannt. 1281 war er Zeuge einer Urkunde der Adela, Äbtissin zu Überwasser in Münster. Derselbe Ritter Bruno von Vernhove trat auch 1282 erneut als Zeuge auf, schloss 1305 einen Vergleich mit dem Stift Freckenhorst und trat im selben Jahr und noch einmal ein Jahr später zusammen mit seinem Sohn Dietrich von Vernhove als Zeuge für die Freckenhorster Äbtissin Lysa auf. Vater Bruno und Sohn Dietrich erscheinen 1307 noch einmal zusammen als Zeugen für Simon Edelherr zur Lippe. 1313 bezeugte dann Dietrich mit den Schöffen zu Freckenhorst einen Rentenverkauf. Auch 1316 tritt er als Bürge auf. 1327 gab Knappe Bruno von Vernhove, Sohn von Dietrich, dem Stift Freckenhorst das Haus tor Schoppen cum rubo dicto Scoppen busch sowie zum Hof Vernhof gehörige Ländereien, nämlich agros dictos Sutberede, campum dictum Westervelt, campum dictum Suinric in agros super altum campum, campum iuxta agros Ectbrucghe gegen eine Befreiung von den bisherigen Abgaben aus seinem Hof. 1329 verkaufte Bruno von Vernhove mit Konsens der Freckenhorster Äbtissin eine Rente aus Bekeringshove in Vechtorp und aus Grothues in Groepelingen. 1330 erscheint eine Gertrud von Vernhove, Witwe des Dietrich von Vernhove, als sie vier Äcker beim Holtkamp für 7 Mark von dem Knappen Wicbold dor den Haghen kaufte. 1333 verkaufte Gertrud, Witwe des Knappen Dietrich von Venhove, mit Zustimmung ihres Sohnes Bruno und seiner Gattin Hild sowie dessen Töchter Margaretha und Cristina Äcker bei Hermannsbusche für 6 Mark an das Stift Freckenhorst und die dortige Konventualin Hildegund von Recke. 1337 verkauften Bruno de Verenhove famulus, seine Frau Hillegundis, seine Mutter Gertrudis und seine Schwester Cristina ihr Erbe Horst, das sie von der Freckenhorster Äbtissin zum Lehen trugen, für 45 Mark an ebenjene Äbtissin. 1341 verkaufte der Knappe Bruno von Vernhove mit Zustimmung seiner Frau Hillegundis, seiner Mutter Gertrudis und seiner Schwester Cristina dem Stift Freckenhorst für 50 Mark eine Rente von 10 Malter Roggen aus ihrem Zehnten zu Beelen. Knappe Bruno van den Verenhove, seine Frau Hillegut und seine Mutter Kundighet schlossen 1343 einen Vergleich mit dem Stift Freckenhorst bzw. der Äbtissin Katharina wegen Abgabeschulden aus dem Gut Vernhove nebst Zubehör. 1348 wird Bruno als Bürge in einer Urkunde genannt.
Knappe Bruno von Vernhove war der Letzte im Mannesstamm. Er verstarb um 1350. 1351 jedenfalls war er definitiv bereits verstorben.

## Wappen
Blasonierung: Geteilt, oben drei Sterne balkenweise gestellt. Auf dem Helm sechs Eichenblätter an Stielen.
Die Tingierung ist nicht überliefert. Der Ort Freckenhorst nahm das Wappen als Ortswappen an und wählte des Farben des Hochstifts Münster für die Tingierung. Das Wappen ähnelt dem der westfälischen Voghet, dem der Vögte von Warendorf und dem derer von Ascheberg.

Wappen von Freckenhorst
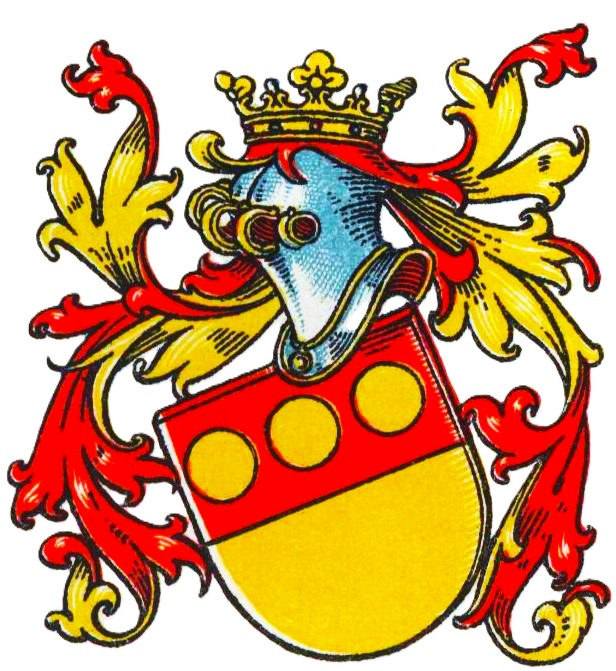
Wappen derer von Meinhövel
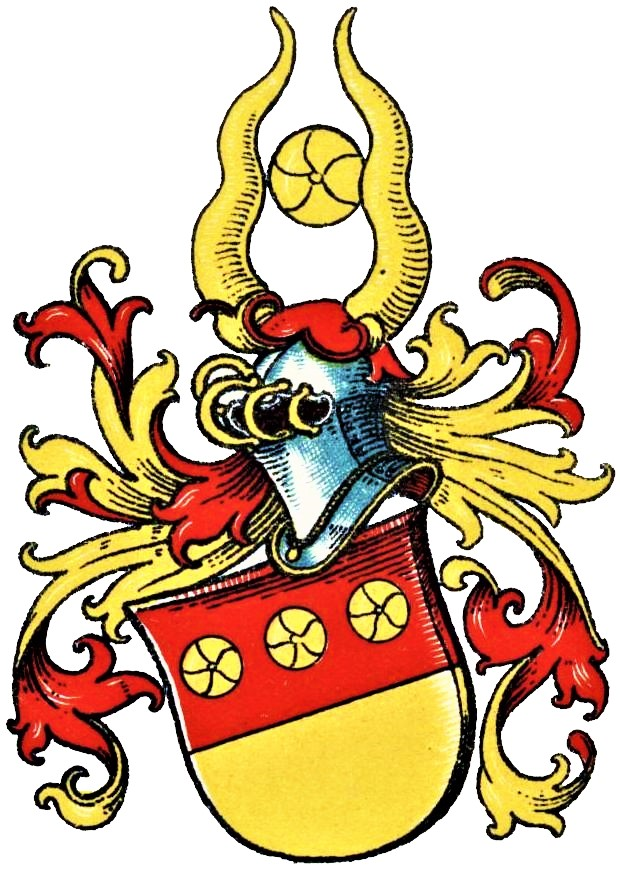
Wappen der von Voghet
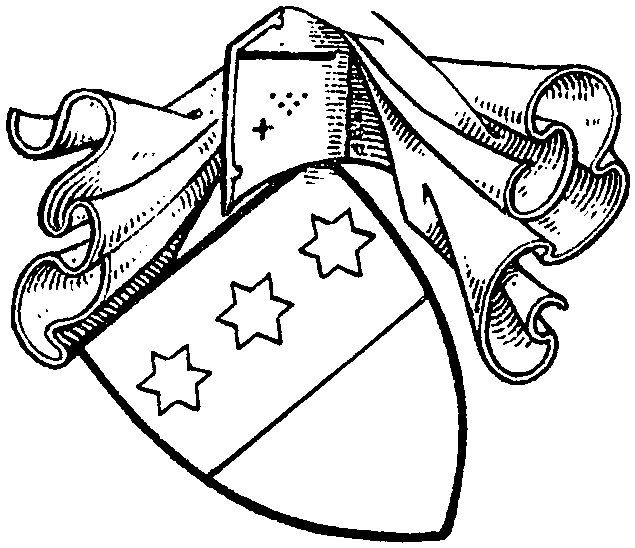
Wappen der Vögte von Warendorf
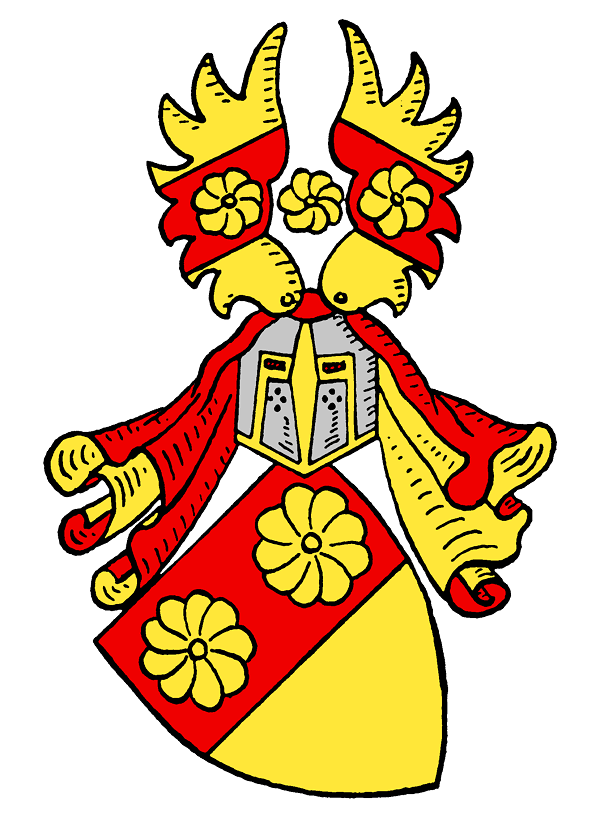
Wappen derer von Ascheberg